# Comitatele Danemarcei
Până în 2007, anterior actualelor regiuni, Danemarca era divizată în 13 comitate (amter; singular amt) și 270 de comune (kommuner; singular kommune). 
Din cele 13 comitate, trei dețineau privilegii speciale: amt-ul Copenhaga conținea toate localitățile metropolitane ale capitalei daneze, fără municipilatățile Copenhaga și Frederiksberg. Insula Bornholm era organizată în cinci comune care formau împreaună un amt. Din 1 ianuarie 2003 acestea au fost reorganizate sub forma unei comune regionale.
Până în 1948 Insulele Feroe erau și ele organizate sub forma unui amt. Din 1948 au obținut un grad mai mare de auto-guvernare, actualmente ele nefăcând parte din regiunile Danemarcei.
| Idx | Nume amt       | Capitala      | Statut                   | Populație | Suprafață (km²) | Densitate (loc./km²) | Harta                           |
| --- | -------------- | ------------- | ------------------------ | --------- | --------------- | -------------------- | ------------------------------- |
| 1   | Copenhaga      | Copenhaga     | Municipalitate           | 501.158   | 91,3            | 5.489,1              | Amt-urile Danemarcei numerotate |
| 2   | Frederiksberg  | Frederiksberg | Municipalitate           | 91.855    | 8,7             | 10.560,5             | Amt-urile Danemarcei numerotate |
| 3   | Copenhaga      | Glostrup      | Amt                      | 618.529   | 526             | 1.175,9              | Amt-urile Danemarcei numerotate |
| 4   | Frederiksborg  | Hillerød      | Amt                      | 378.686   | 1.347           | 281,1                | Amt-urile Danemarcei numerotate |
| 5   | Roskilde       | Roskilde      | Amt                      | 241.523   | 891             | 271                  | Amt-urile Danemarcei numerotate |
| 6   | Vestsjællands  | Soere         | Amt                      | 307.207   | 2.984           | 103                  | Amt-urile Danemarcei numerotate |
| 7   | Storstrøm      | Næstved       | Amt                      | 262.781   | 3.398           | 77,3                 | Amt-urile Danemarcei numerotate |
| 8   | Funs           | Odense        | Amt                      | 478.347   | 3.485           | 137,2                | Amt-urile Danemarcei numerotate |
| 9   | Sønderjyllands | Aabenraa      | Amt                      | 252.433   | 3.939           | 64,1                 | Amt-urile Danemarcei numerotate |
| 10  | Ribe           | Ribe          | Amt                      | 224.261   | 3.132           | 71,6                 | Amt-urile Danemarcei numerotate |
| 11  | Vejle          | Vejle         | Amt                      | 360.921   | 2.997           | 120,4                | Amt-urile Danemarcei numerotate |
| 12  | Ringkjoebing   | Ringkøbing    | Amt                      | 275.065   | 4.854           | 56,7                 | Amt-urile Danemarcei numerotate |
| 13  | Viborg         | Viborg        | Amt                      | 234.896   | 4.122           | 57                   | Amt-urile Danemarcei numerotate |
| 14  | Nordjyllands   | Aalborg       | Amt                      | 495.090   | 6.173           | 80,2                 | Amt-urile Danemarcei numerotate |
| 15  | Aarhus         | Aarhus        | Amt                      | 661.370   | 4.561           | 145                  | Amt-urile Danemarcei numerotate |
| 16  | Bornholm       | Reonn         | Municipalitate regională | 43.245    | 587             | 73,6                 | Amt-urile Danemarcei numerotate |